# Plaxopsis fenestralis
Plaxopsis fenestralis är en stekelart som beskrevs av Szepligeti 1914. Plaxopsis fenestralis ingår i släktet Plaxopsis och familjen bracksteklar. Inga underarter finns listade i Catalogue of Life.